# Klašnić
Klašnić es un pueblo ubicado en el municipio de Mionica, distrito de Kolubara, Serbia.

## Superficie
Cuenta con una superficie de 2,927 kilómetros cuadrados.

## Demografía
Hasta 2022 la población era de 116 habitantes, con una densidad de población de 39,63 habitantes por kilómetro cuadrado.
| 218                                                             | 221 | 217 | 185 | 143 | 122 | 128 | 107 | 116 |
| (Fuente: Population statistics of Eastern Europe & former USSR) |     |     |     |     |     |     |     |     |